# Parastenella doederleini
Parastenella doederleini is een zachte koraalsoort uit de familie Primnoidae. De koraalsoort komt uit het geslacht Parastenella. Parastenella doederleini werd in 1889 voor het eerst wetenschappelijk beschreven door Wright & Studer. 